# Chila
Chila – miasto w Angoli, w prowincji Benguela.